# Żorż Ganczew
Żorż Ganczew, bułg. Жорж Ганчев (ur. 29 sierpnia 1939 w Płowdiwie jako Georgi Petruszew, bułg. Георги Петрушев, zm. 19 sierpnia 2019 w Sofii) – bułgarski polityk i przedsiębiorca, kilkukrotny kandydat w wyborach prezydenckich, parlamentarzysta.

## Życiorys
Kształcił się w Narodowej Akademii Sportowej, w latach 60. wyemigrował do Wielkiej Brytanii, gdzie ukończył British Academy of Fencing i gdzie pracował jako trener szermierki. W latach 1973–1988 zajmował się reżyserią i pisaniem scenariuszy do produkcji filmowych oraz telewizyjnych w Wielkiej Brytanii i Stanach Zjednoczonych.
W 1989 w okresie przemian politycznych powrócił do Bułgarii. Twierdził, że był jednym z założycieli Związku Sił Demokratycznych, co nie zostało jednak jednoznacznie potwierdzone. W 1990 założył i stanął na czele partii Bułgarski Blok Biznesu. W latach 90. uchodził za jedną z najbardziej kontrowersyjnych i jednocześnie najbarwniejszych postaci na bułgarskiej scenie politycznej, na co zapracował swoim wizerunkiem (m.in. grając na gitarze i śpiewając swoje pieśni w telewizyjnych programach wyborczych). Przeciwnicy zarzucali mu populizm i tajemniczą przeszłość. Komentatorzy polityczni uznawali go za kandydata skupiającego tzw. elektoratu protestu. Był wielokrotnie porównywany do polskiego przedsiębiorcy i polityka Stanisława Tymińskiego.
Żorż Ganczew wystartował w wyborach prezydenckich w 1992, otrzymując 16,8% głosów w pierwszej turze (3. miejsce). W wyborach parlamentarnych w 1994 i 1997 kierowane przez niego ugrupowanie przekraczało próg wyborczy, a jego lider w latach 1994–2001 sprawował mandat posła do Zgromadzenia Narodowego 37. i 38. kadencji. Ponownie ubiegał się o prezydenturę w 1996, również zajmując 3. miejsce (z wynikiem 21,9% głosów).
W 2001 po rozpadzie Bułgarskiego Bloku Biznesu założył ugrupowanie sygnowane swoim nazwiskiem, który jednak nie weszło do parlamentu. W tym samym roku po raz trzeci kandydował w wyborach prezydenckich. Otrzymał 3,4% głosów, zajmując 5. miejsce. W późniejszych latach okazjonalnie angażował się bez powodzenia w inne inicjatywy polityczne. Ponownie zarejestrował się jako kandydat w wyborach prezydenckich w 2016, otrzymując w pierwszej turze głosowania tym razem 0,7% głosów (9. miejsce).